# Птица Тркачица
Птица тркачица (енгл. The Road Runner) је анимирани лик из цртаних филмова компаније Ворнер брадерс. Она је једини супарник чувеног Којота Генија (енгл. Wile E. Coyote) у цртаним филмовима који су на нашем језику популарни под насловом "Којот и Птица Тркачица".
Оба карактера креирао је тим познатог аниматора Чака Џонса – осмислио их је лично Чак уз савете сценаристе (енгл. Story man) Мајкла Малтеза (Michael Maltese). (Чак Џонс боравио је и у Југославији на позив Загребачке школе анимираних филмова.)
Осим у цртаном филму, лик се појављује и у стрип-верзијама у издању Dell Comics, Gold Key Comics, DC Comics и других.